# Arquidamo IV
Arquidamo IV fue un rey de Esparta, perteneciente a la dinastía de los Euripóntidas, que habría gobernado entre los años 305 a. C. y 275 a. C. aproximadamente.
Era hijo y sucesor del rey Eudamidas I, y nieto de Arquidamo III. Se ingora la fecha exacta en la que sucedió a su padre, que pudo moriro probablemente después de 302-301 a. C. y antes de 295-294 a. C., fecha en la que Arquidamo es mencionado expresamente como rey.
De su reinado se conoce que en 296 a. C. fue derrotado en guerra por Demetrio I de Macedonia, hijo de Antígono I Monóftalmos. Se enfrentaron en primer lugar en Mantinea, y después en la propia Esparta. Durante la batalla, los espartiatas son derrotados, y 500 de ellos son hechos prisioneros.
Se ignora la fecha de su muerte. Por otro lado, el silencio de las fuentes sobre Arquidamo después de estos hechos hacen creer que su muerte se produjese sobre el campo de batalla. Otros creen que Plutarco, única fuente que relata esta batalla, no habría omitido su muerte de haberse producido en ese momento.
Arquidamo IV no aparece mencionado en la lista de los Euripóntidas confeccionada por Pausanias, aunque parece que pudo confundir el reinado de Eudamidas I y el de Eudamidas II (su predecesor y su sucesor en el trono) y que, por ese motivo, no incluyó tampoco a Arquidamo.